# Schatz von Mari
Der sogenannte Schatz von Mari (auch „Schatz von Ur“) ist ein Depotfund, der im präsargonischen Tempelpalast von Mari gemacht wurde, der unter der südöstlichen Ecke des späteren Zimri-Lim-Palastes liegt.
Der Hortfund befand sich in einem perfekt erhaltenen schlichten Tongefäß. In diesem Gefäß fanden sich neben frühdynastischen Rollsiegeln auch ein sogenannter Anzu-Vogel aus Lapislazuli und Gold, weibliche Statuetten aus Kupfer und Elfenbein, eine längliche Perle mit der Inschrift Mesanepadas, eines Königs von Ur, sowie Karneolperlen mit eingeätzten Mustern, wie sie zu jener Zeit vermutlich in Städten der Indus-Kultur produziert wurden. Wegen dieser Inschrift nannte André Parrot den Fund „Schatz von Ur“.
Während der Philologe Georges Dossin annahm, dass der Hort als ein Geschenk des Mesanepada an den Herrscher Maris in die Stadt gelangte, interpretierte sein Kollege Wolfram von Soden die Objekte als eine Zusammenstellung von Objekten, die vom Herrscher Maris nach Ur übersandt werden sollten. Beide Ansichten müssen als veraltet betrachtet werden.